# هداية
في المفهوم الديني الإسلامي، شاء الله أن يخلق الإنسان في أحسن تقويم، وأن يجعله مختارا يستطيع أن يعمل الخير، كما يستطيع أن يعمل الشر، وبين له طريق الهدى والضلال، وترك له حرية الاختيار، وحمله مسؤولية اختياره.
وقد تتابع إرسال الرسل والأنبياء عليهم السلام من لدن آدم حتى محمد لهداية البشرية وإخراجهم من الضلال والشقاء إلى نور الإيمان والهداية.

## أولا مفهوم الهداية
الهداية في اللغة : تعني الدلالة والإرشاد.
الهداية في الاصطلاح : هي سلوك الطريق الذي يوصل الإنسان إلى غايته، وهي اتباع شرع الله.
وسمي اتباع شرع الله هداية ؛ لأنه يرشد الإنسان إلى الحق، ويبصره به، فيميز بين الخير والشر.

## ثانيا أسباب الهداية

### العقل والتفكر
العقل نعمة من الله على الإنسان، به ميزه عن كثير من خلقه، فبالعقل : يتعرف الإنسان الأشياء، ويكتشف خواصها وفوائدها، ومضارها، ويتفهم صدق دعوة الرسل عليهم الصلاة والسلام، ويدرك وجود الله ووحدانيته وقدرته في خلقه ولك أن تدرك أهمية العقل، من كثرة الإشارة في كتاب الله ، قال الله تعالى: ﴿وَقَالُوا لَوْ كُنَّا نَسْمَعُ أَوْ نَعْقِلُ مَا كُنَّا فِي أَصْحَابِ السَّعِيرِ ۝١٠﴾ [الملك:10]

#### دور العقل في الهداية
للعقل دور بارز في الوصول إلى الهداية ويظهر ذلك من خلال : تمكين من إدراك حقيقة هذا الكون، وأن له خالقا مدبرا، أحسن خلقه وهداه، وجعله صورة متكاملة تعكس قدرة الله ، وتدل عليه، فهو يساعد على التأمل والتفكر في الكون وما حوله، والوصول إلى قناعة تامة بما جاء به هذا الدين العظيم.

### الاستعداد الفطري
فقد جعل الله لكل مخلوق صفات وخصائص غرسها في نفسه، منذ ولادته، وجعلها لا تنفصل عن تركيبه، فجعله يميل إلى التدين ويطمئن به، والأصل في الفطرة أن تقرب العبد من ربه.

#### دور الفطرة في الهداية
للفطرة دور مهم في الهداية، يتمثل فيما يأتي :
- تحبب الإيمان إليه وترغبه فيه، كميل جذور الشجرة بفطرتها نحو الماء والغذاء، وبحثها عنهما.
- تشعره بالاستقرار في التوجه إلى خالقه، لشعوره الباطن أن هذا الخالق هو صاحب القوة وهو وحده الذي يستجيب لمن يتوجه إليه.

### الرسل
و العقل والفطرة مع مكانتهما وقدرتهما، إلا أنهما لا يصلحان مرشدا للهداية، لقصورهما وعجزهما عن إدراك كثير من الحقائق، لا سيما الغيبيات منها ؛ لذا كان من عدل الله ورحمته وحبه لهداية خلقه، أن بعث الأنبياء والرسل، اصطفاهم من خيرة خلقه، وزودهم بصفات تؤهلهم ليكونوا قدوه صالحة للناس، يوضحون لهم إجابات شافية لما يدور في عقولهم، ويعرفون الناس بواجبهم اتجاه خالقهم، وينظمون علاقات بعضهم ببعض، ويرسمون للناس نماذج واقعية صادقة بالتطبيق العلمي المشاهد، لما يدعون الناس إليه.
وقد ختم الله الرسالات الإلهية ببعثة النبي محمد.

### عامل البيئة
فمن نشأ في بيئة نظيفة صالحة، تنشأ على التقوى والصلاح، إلا من حرمه الله الهداية بسبب انحرافه عن الهداية وسلوك طريق الضلال.